# Cubo unitário

Cubo unitário

Cubo unitário é um cubo em que cada um dos lados mede uma unidade de comprimento. O volume de um cubo unitário tridimensional é de uma unidade cúbica, e sua superfície total é de seis unidades quadradas.